# Metanapis
Genre
Metanapis est un genre d'araignées aranéomorphes de la famille des Anapidae.

## Distribution
Les espèces de ce genre se rencontrent en Afrique subsaharienne et en Asie du Sud.

## Liste des espèces
Selon World Spider Catalog (version 16.0, 13/07/2015) :
- Metanapis bimaculata (Simon, 1895)
- Metanapis mahnerti (Brignoli, 1981)
- Metanapis montisemodi (Brignoli, 1978)
- Metanapis plutella (Forster, 1974)
- Metanapis tectimundi (Brignoli, 1978)

## Publication originale
- Brignoli, 1981 : New or interesting Anapidae (Arachnida, Araneae). Revue suisse de Zoologie, vol. 88, p. 109-134 (texte intégral).